# Renbygda
Renbygda är den enda tätorten i Holtålens kommun i Trøndelag fylke i mellersta Norge. Kommunens centralort Ålen utgör en del tätorten.